# Odisha
Odisha (numit Orissa până la 4 noiembrie 2011) este un stat din estul Indiei. Este al optulea stat indian ca suprafață cu 155.707 km2 și al unsprezecelea ca populație cu 41.974.218 locuitori în 2011. Se învecinează cu statele Bengalul de Vest și Jharkhand la nord, cu Chhattisgarh la vest și cu Andhra Pradesh la sud. Capitală este Bhubaneswar. Orissa are o coastă de 485 km de-a lungul Golfului Bengal. Regiunea este de asemenea cunoscută cu denumirea Utkala și este menționată în imnul național al Indiei „Jana Gana Mana". Limbă oficială este limba indo-ariană oriya vorbită de 81,32% din locuitori, una dintre limbile clasice ale Indiei.
Trei pătrimi din suprafața statului sunt acoperite de munți. Vârful cel mai înalt este muntele Deomali cu înălțimea de 1672 m. Sunt împădurite 31,41% din suprafață.
Economia Odishei este a șaisprezecea ca mărime în India cu un PIB de 75 miliarde dolari SUA și un PIB pe cap de locuitor de 1600 dolari SUA.

### Orașe mari

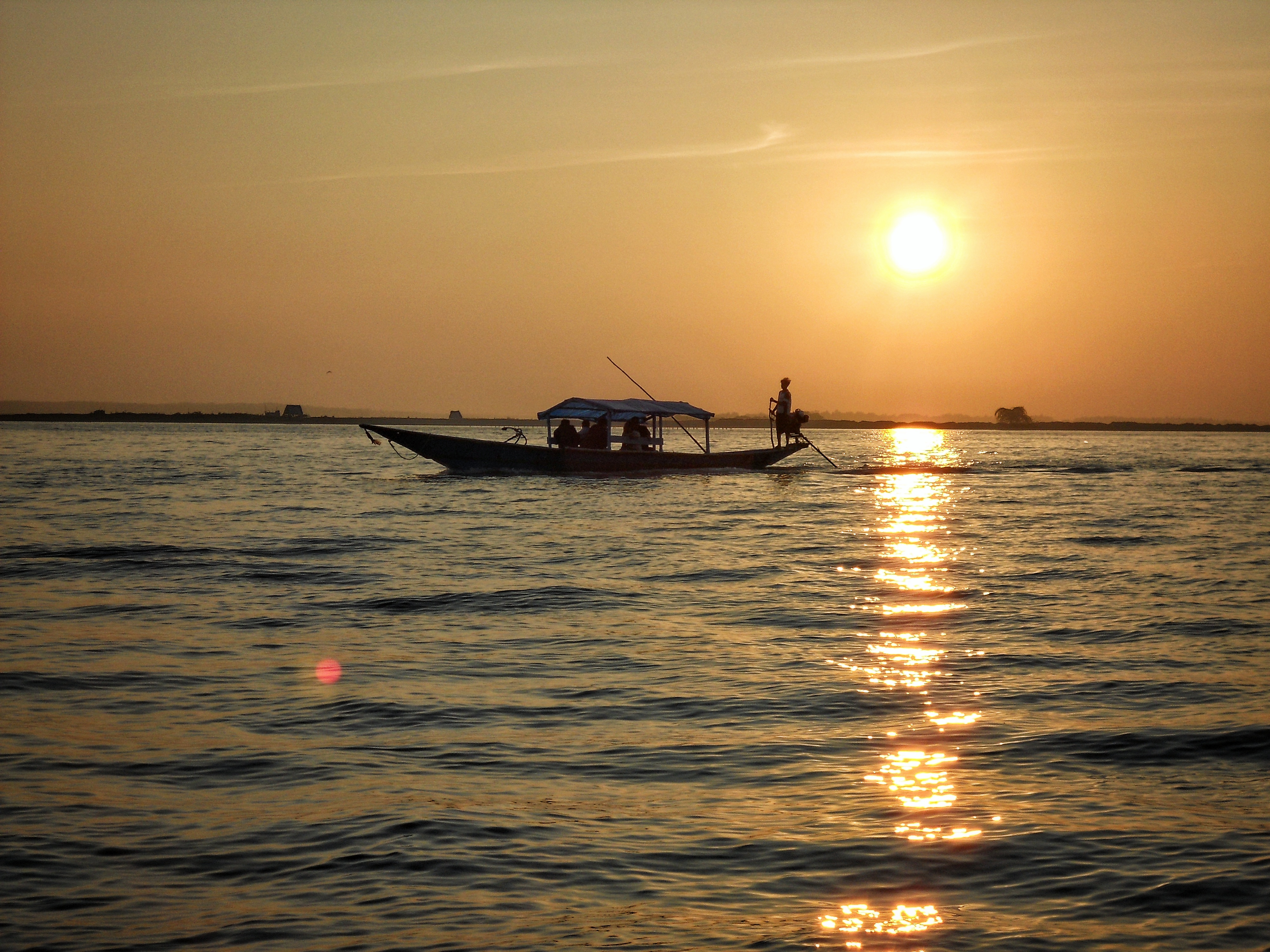
Lacul Chilika

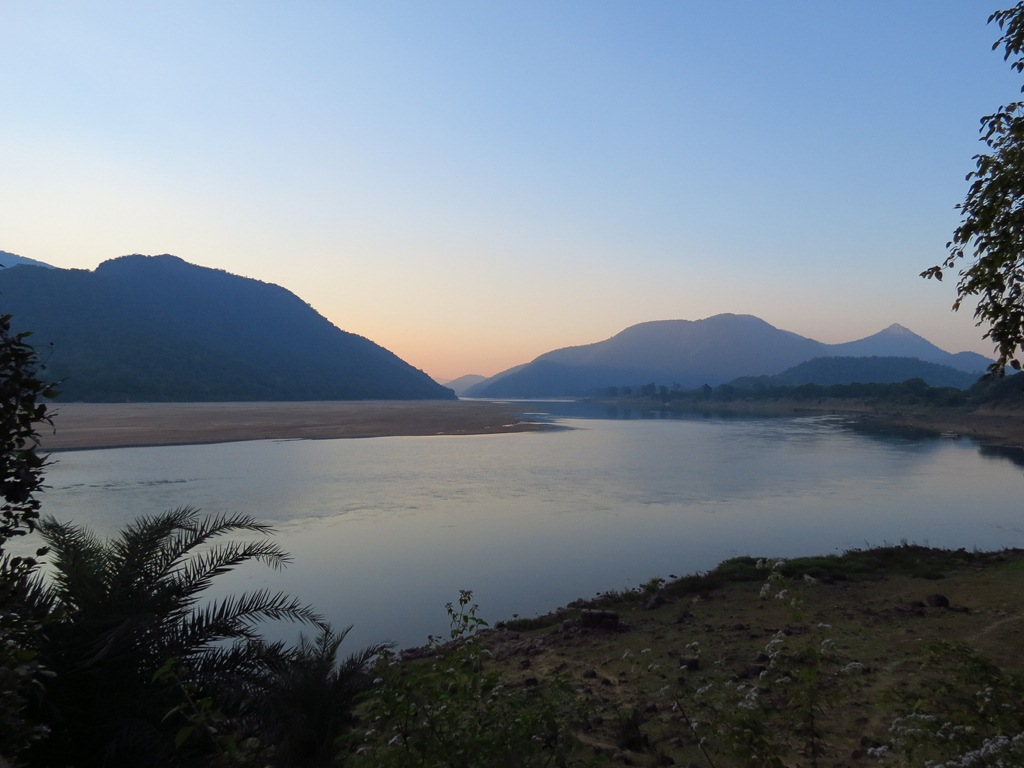
Râul Mahanadi

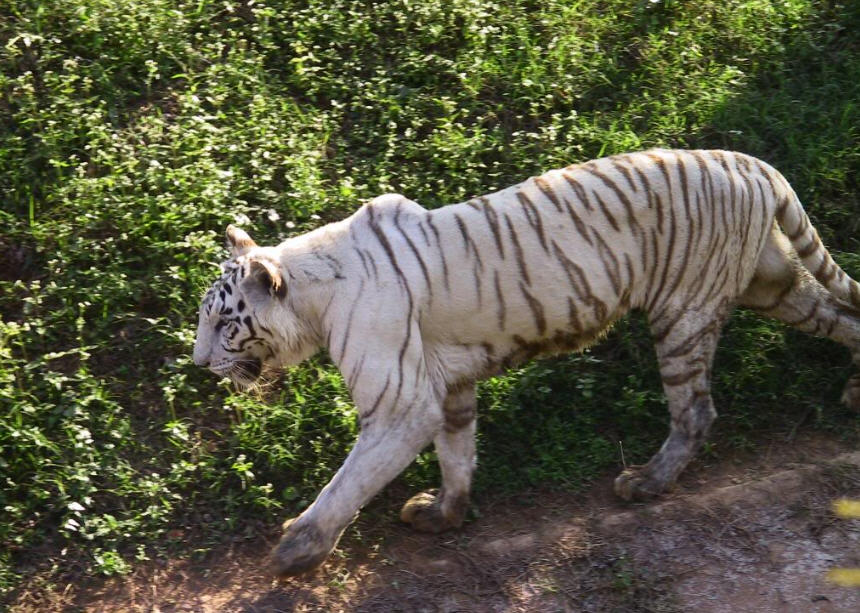
Tigru alb la Grădina zoologică Nandankanan

(Situația: în anul 2011)
| Oraș         | Locuitori |
| ------------ | --------- |
| Bhubaneswar  | 881.988   |
| Cuttack      | 658.986   |
| Rourkela     | 552,970   |
| Brahmapur    | 355.823   |
| Sambalpur    | 270.331   |
| Puri         | 201.026   |
| Baleswar     | 144.373   |
| Bhadrak      | 121.338   |
| Baripada     | 116.874   |
| Balangir     | 98.238    |
| Brajrajnagar | 76.941    |
| Jaypur       | 76.560    |
| Jharsuguda   | 75.570    |

## Istorie

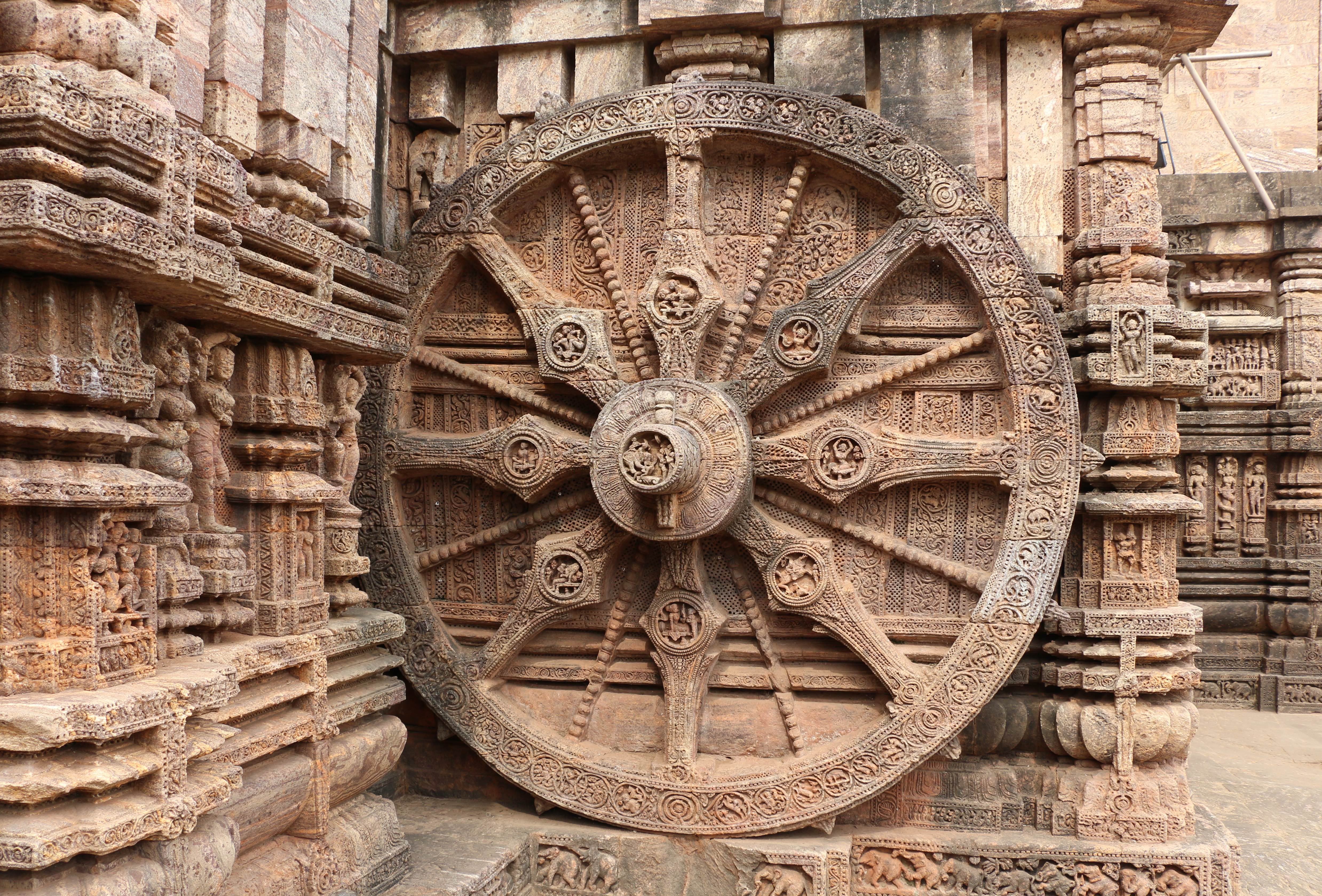
În Templul Soarelui din Konark

Asemenea multor altor domnitori inaintea sa, legendarul împărat Așoka, din secolul al III-lea î.Hr., nu a reușit să supună regatul Kalinga, care se întindea pe terenurile statului contemporan Orissa. Nu a ajutat nici modul sistematic în care războinicii lui au făcut una cu pământul satele si lăcașele de cult ale acestei țări. Legenda spune că Așoka a fost atât de chinuit de remușcări pentru faptele pline de cruzime ale soldaților săi, încât a trecut la religia pacifistă budistă. Cu toate acestea, nu a reușit să supună multe dintre micile principate independente existente pe atunci. Nici musulmanii nu au reușit acest lucru, deși începând din secolul al VII-lea au controlat, timp de apropape un mileniu, suprafețe întinse din India, prin intermediul unui sistem de guvernatori. În final, Orissa a intrat sub dominația Imperiului Britanic colonial. Englezii s-au arătat interesați numai de câmpia litorală și de comerțul maritim, zona din interiorul uscatului fiind abandonată în voia stăpânilor locali. În 1936, Orissa a devenit provincie separată a cărei primă capitală a fost la Cuttack. Din 1950, această onoare a revenit orașului Bhubaneswar. În statul Orissa locuiesc 62 de grupuri etnice, ale căror sate sunt împrăștiate în zone aflate departe de principalele rute de transport. Locuitorii acestor așezări trăiesc din agricultură. Unii dintre ei și-au abandonat locurile de baștină pentru a munci în industria minieră, care joacă un rol important în acest stat. Orissa ocupă un loc de frunte în India din punctul de vedere al extracției de crom, mangan, dolomită și grafit.